# Mikołaj Spensberger
Mikołaj Spensberger – major Korpusu Artylerii Litewskiej, uczestnik wojny polsko-rosyjskiej 1792, odznaczony Krzyżem Kawalerskim Orderu Virtuti Militari. Nobilitowany w 1790 roku.